# Drebsk (przystanek kolejowy)
Drebsk (biał. Дрэбск, ros. Дребск) – przystanek kolejowy w miejscowości Drebsk, w rejonie łuninieckim, w obwodzie brzeskim, na Białorusi. Leży na linii Homel - Łuniniec - Żabinka.